# Annelie (2012)
Annelie ist ein schweizerisch-deutscher Spielfilm des Regisseurs Antej Farac von 2012. Der Film wurde am 5. Oktober 2012 auf dem Busan International Film Festival uraufgeführt. Es ist der erste Schweizer Film überhaupt, der für diesen offiziellen Wettbewerb ausgewählt wurde.

## Handlung
ANNELIE ist eine alte Pension in München, die ihre besten Tage schon lange hinter sich hat. Als keine Gäste mehr kamen, wurde sie von der Stadt als provisorische Unterkunft für Obdachlose und Sozialfälle angemietet. Diese „vorübergehende Unterbringung“ dauerte für einige Bewohner über ein Jahrzehnt, und die lange Wartezeit brachte unweigerlich verschiedene sehr eigenwillige Charaktere zusammen. Sie alle gelten als unvermittelbar, sind seit Jahren ohne Arbeit und ANNELIE ist ihr Zuhause.
Der Film zeigt die Bewohner in einer Art Versuchsanordnung, in der sie ihr Zusammenleben zu organisieren haben. Einer von ihnen ist Max, ein ehemaliger Schauspieler und Kinderdarsteller, der als Junkie sein Talent nur noch zum professionellen Schnorren einsetzt. Ein Weiterer ist der Besitzer eines schlecht laufenden Kiosks, dessen Frau beide durch den Verkauf ihres Körpers über Wasser hält. Für Max gibt es Hoffnung auf einen Neuanfang, als er ein Verhältnis mit der schönen Swingerclub-Besitzerin beginnt. Doch der Vorfall mit einer Leiche stellt alles auf den Kopf: 2012 verordnet die Stadt, die Pension ANNELIE zu schließen und das Haus inklusive Swingerclub abzureißen.
Diese Nachricht versetzt die Bewohner in Ausnahmezustand. Während es Max immer tiefer in den Sog seiner Drogensucht zieht, müssen die restlichen Mitglieder der sonderbaren ANNELIE-Familie – Alkies, Junkies, Kleinkriminelle oder illegale Stadtwildjäger – ein letztes Mal zusammenhalten. Mit der Entschlossenheit jener, die nichts mehr zu verlieren haben, entführen sie eine bekannte Band. Schließlich läuft alles auf ein okkultes Finale zu, wo sich die bittere Realität als ein vorübergehender Traum herausstellt.

## Hintergrund
Das Haus, das von seinen Bewohnern liebevoll ANNELIE genannt wurde, lag an der Landwehrstraße, einem sozialen Brennpunkt Münchens, wo Junkies, Prostituierte, Künstler und Großstadt-Boheme nebeneinander leben. Das heruntergekommene ehemalige Hotel war viel mehr als nur Idee und Schauplatz dieses Films. Die Pension ANNELIE war ebenso real wie die Menschen und deren Geschichten.
Antej Farac, der Regisseur und Autor des Films, hat jahrelang gegenüber gewohnt und teilte sich den Hinterhof mit den ANNELIEanern. In der direkten Nachbarschaft erlebte er alle Höhen und Tiefen, Todesfälle und Schicksale mit. Geschockt vom Ausmaß der Armut und fasziniert vom Galgenhumor seiner Nachbarn, war für Farac schnell klar, dass er auf die Verhältnisse aufmerksam machen wollte. Am Anfang bestand der Kontakt darin, dass er immer wieder ausrangierte Sachen, die die Nachbarn gut brauchen konnten, hinüberbrachte. Die Pensionsbewohner schätzten diese Initiative und entschieden endgültig, dass er kein Schnösel sei. Nach und nach machten sie bei seinen Projekten mit, und so entstanden Foto- und Kunstarbeiten, ein Dokumentarfilm über die  transsexuelle Hausbewohnerin Laura und schließlich der Spielfilm ANNELIE.
Das gewonnene Vertrauen ermöglichte ihm einen tiefen Einblick in die soziale Unterwelt, und so ist mit ANNELIE eine eindrucksvolle und spannende Milieustudie entstanden. Die Figuren wurden überwiegend von den echten Bewohnern gespielt, abgesehen von der Hauptrolle, die der Shootingstar im deutschsprachigen Raum, der Berlinale-Preisträger Georg Friedrich, übernommen hat. Abgesehen vom Ende des Films verwob der Regisseur ausschließlich Fragmente der echten Schicksale in eine berührende und zugleich humorvolle Geschichte. Der Film wirkt bis zur Schmerzgrenze authentisch, und doch reicht er an die wahren Verhältnisse im Haus nicht heran. – Denn kein Film ist so hart wie das Leben selbst.

## Festivals und Auszeichnungen
- Busan International Film Festival 2012 (Südkorea)[1]
- Vancouver International Film Festival 2012 (Kanada)[2]
- Internationale Hofer Filmtage 2012 (Deutschland) – Auszeichnung für die besten Kostüme[3]
- Exground Filmfest Wiesbaden 2012 (Deutschland)[4]
- Pune International Film Festival 2013 (Indien)[5]
- Yashwant International Film Festival 2013 (Indien)[6]
- Solothurner Filmtage 2013 (Schweiz)[7]
- Bari International Film Festival 2013 (Italien)[8]
- Eurocine Colombia Bogota 2013 (Kolumbien)[9]
- Frequency Film Festival San Diego 2013 (USA)[10]
- East End Film Festival London 2013 (Vereinigtes Königreich)[11]
- Festival del Film Locarno 2013 (Schweiz)[12]
- Biberacher Filmfestspiele 2013 (Deutschland)
- 2morrow Film Festival Moskau 2013 (Russland)

## Kritik
- „In diesen trostlosen Mikrokosmos realer gescheiterter Existenzen stellt Farac die fiktive Figur des Max und entwickelt in seinem «Hartz-IV-Film» (Farac) ein wild drauflos fabulierendes Panoptikum, das zwischen Agitprop, krudem Voyeurismus und phantastischen Einfällen wechselt, dabei aber als schweizerische Cinema-Varieté-Produktion für sich in Anspruch nehmen kann, ausgetretene Pfade gemieden zu haben.“ (Neue Zürcher Zeitung)[13]
- „Annelie aber erzählt von all dem realen Horror mit einer radikalen Unverschämtheit und einer Rock'n'Roll-Energie, die den Film zu einem wirklich herausragenden Erlebnis dieser Hofer Filmtage machten.“ (Der Spiegel)[14]
- „Annelie fühlt sich an wie eine Mischung von Ulrich Seidls real existierenden Miseren und «Trainspotting» – und hat so gar nichts von der harmlosen Gemütlichkeit mancher Schweizer Spielfilme.“ (Der Bund)[15]
- „Regisseur Antej Farac arbeitete jahrelang gegenüber und erlebte Schicksalsschläge, Höhen und Tiefen der Nachbarn. Auf seinen Beobachtungen beruht die Doku-Fiction „Annelie“, die ihre Protagonisten nicht vorführt, sondern Sympathie weckt. Ein Blick ins harte Hartz IV-Milieu mit Alkies, Junkies und Kleinkriminellen und einem tragischen und fast märchenhaften Ende. Ein Highlight der 46. Internationalen Hofer Filmtage.“ (Abendzeitung vom 31. Oktober 2012)
- „Ein kritischer Treffer! Gleichzeitig stark, rau und kultiviert.“ (Cine 21)[16]